# RNF208
RNF208 (англ. Ring finger protein 208) – білок, який кодується однойменним геном, розташованим у людей на 9-й хромосомі. Довжина поліпептидного ланцюга білка становить 261 амінокислот, а молекулярна маса — 27 964.
| 10         |  | 20         |  | 30         |  | 40         |  | 50         |
| ---------- |  | ---------- |  | ---------- |  | ---------- |  | ---------- |
| MPSDPGPEAG |  | SGWPGLLMSC |  | LKGPHVILKM |  | EAMKIVHPEK |  | FPELPAAPCF |
| PPAPRPTPTL |  | APKRAWPSDT |  | EIIVNQACGG |  | DMPALEGAPH |  | TPPLPRRPRK |
| GSSELGFPRV |  | APEDEVIVNQ |  | YVIRPGPSAS |  | AASSAAAGEP |  | LECPTCGHSY |
| NVTQRRPRVL |  | SCLHSVCEQC |  | LQILYESCPK |  | YKFISCPTCR |  | RETVLFTDYG |
| LAALAVNTSI |  | LSRLPPEALT |  | APSGGQWGAE |  | PEGSCYQTFR |  | QYCGAACTCH |
| VRNPLSACSI |  | M          |  |            |  |            |  |            |

A: Аланін

C: Цистеїн

D: Аспарагінова кислота

E: Глутамінова кислота

F: Фенілаланін

G: Гліцин

H: Гістидин

I: Ізолейцин

K: Лізин

L: Лейцин

M: Метіонін

N: Аспарагін

P: Пролін

Q: Глутамін

R: Аргінін

S: Серин

T: Треонін

V: Валін

W: Триптофан

Кодований геном білок за функцією належить до фосфопротеїнів. 
Білок має сайт для зв'язування з іонами металів, іоном цинку. 